# آي أو إس 11
آي أو إس 11 (بالإنجليزية: IOS 11)‏ هو الإصدار الحادي عشر من نظام تشغيل الهواتف المحمولة آي أو إس، صممته شركة أبل كخليفة لآي أو إس 10. أُعلن عنه في مؤتمر آبل العالمي للمطورين 2017، في 5 يونيو 2017، تم إطلاقه في أغلب دول العالم يوم الثلاثاء الموافق 19 سبتمبر 2017، بينما وصل التحديث لبعض دول العالم في يوم الأربعاء الموافق 20 سبتمبر 2017.

## الأجهزة المدعومة
الآيفون
- آي فون 5 إس
- آي فون 6
- آي فون 6 بلس
- آي فون 6 إس
- آي فون 6 إس بلس
- آي فون إس إي
- آي فون 7
- آي فون 7 بلس
- آي فون 8
- آي فون 8 بلس
- آي فون إكس

- آي بود توتش (الجيل السادس)

آي باد
- آي باد إير
- آي باد إير 2
- آي باد (2017)
- آي باد ميني 2
- آي باد ميني 3
- آي باد ميني 4
- آي باد برو